# Вологі ліси Гаїті
Вологі ліси Гаїті (ідентифікатор WWF: NT0127) — неотропічний екорегіон тропічних та субтропічних вологих широколистяних лісів, розташований на Гаїті.

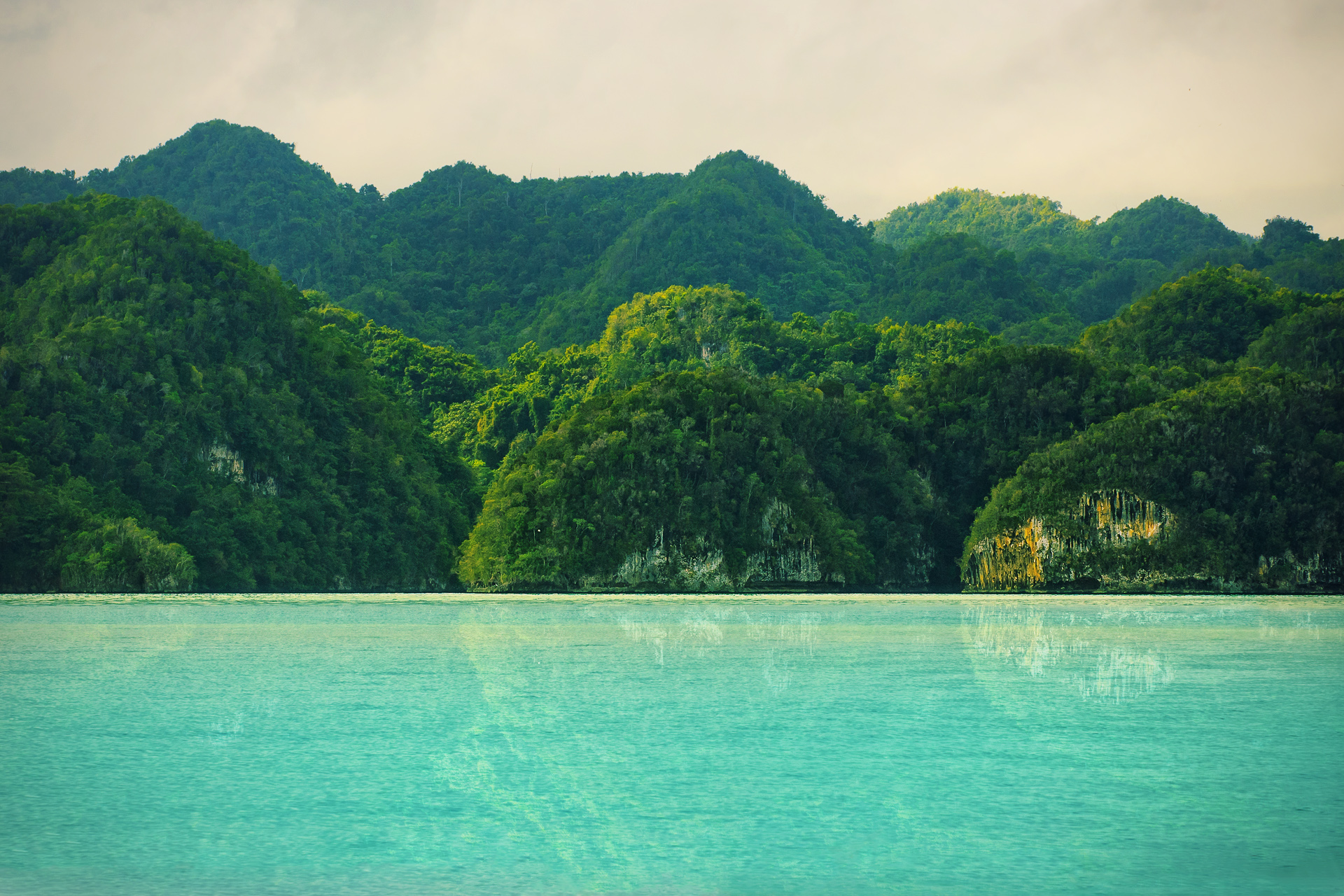
Ландшафт Національного парка Лос-Гаїтіс (Домініканська Республіка)

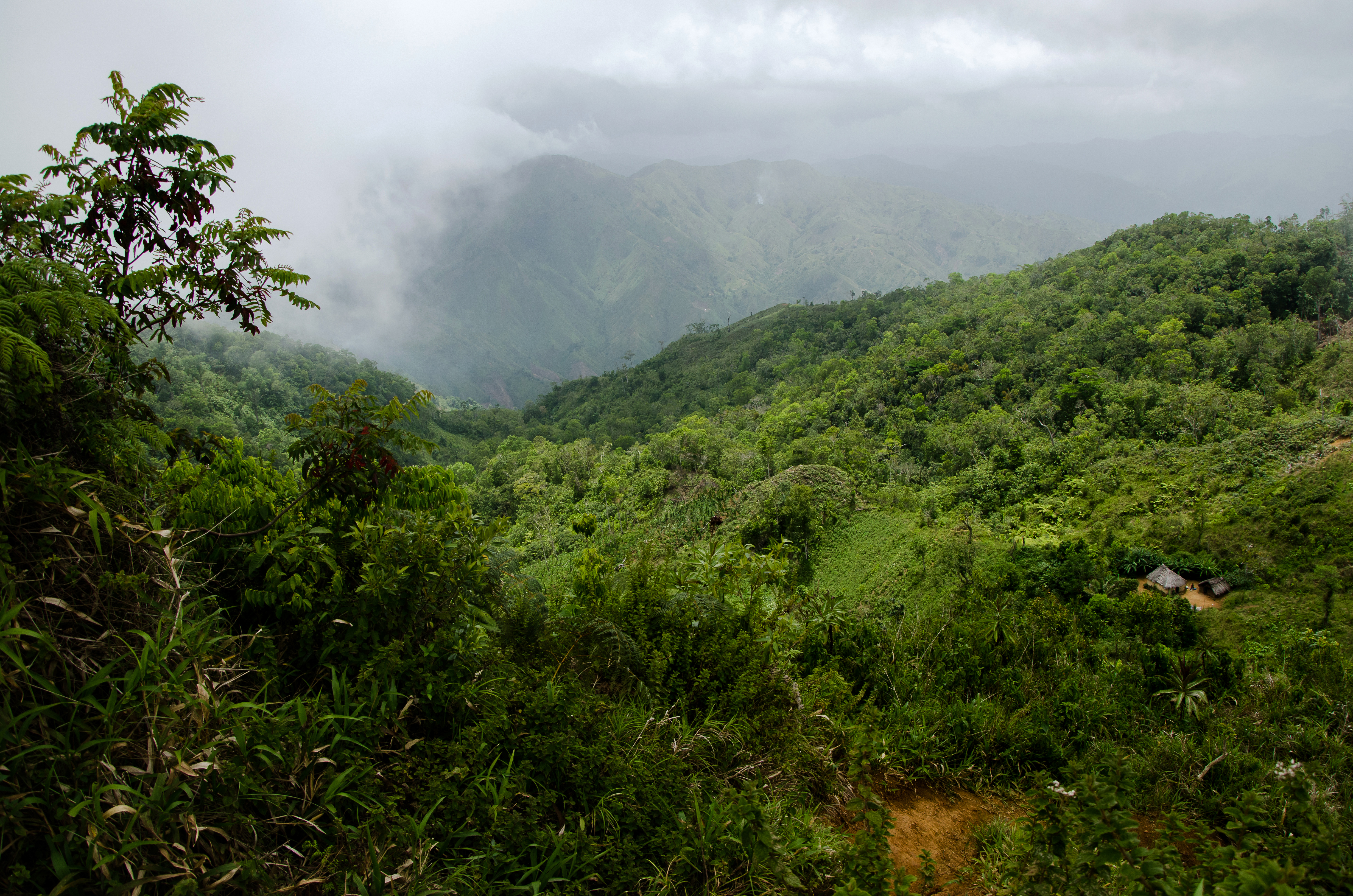
Ландшафт Національного парка Гранд-Буа (Гаїті)

## Географія
Екорегіон вологих лісів Гаїті охоплює більше половини (близько 60 %) острова Гаїті або Еспаньйола — другого за площею острова Карибів, розташованого між Кубою і Ямайкою на заході та Пуерто-Рико на сході. Гаїті є частиною групи Великих Антильських островів. Адміністративно він розділений між Республікою Гаїті, що займає західну частину острова, та Домініканською Республікою, що займає його східну частину.
Острів Гаїті має складний гористий рельєф. Із заходу на схід його перетинають п'ять основних гірських хребтів, що перемежовуються широкими долинами. Через центральну частину острова, від північно-західної частини Гаїті до південного узбережжя Домініканської Республіки простягаються гори Кордильєра-Сентраль, відомі в Гаїті як Масив-дю-Норд. Тут розташована гора Піко-Дуарте заввишки 3098 м, найвища вершина Карибів.
Паралельно Центральній Кордильєрі через північну частину острова простягаються гори Кордильєра-Септентріональ або Північна Кордильєра, яка продовжується на сході як півострів Самана. Гори Центральної та Північної Кордильєри розділені долиною Сібао та Атлантичними прибережними рівнинами. У східній частині Домініканської Республіки лежать гори Кордильєра-Орієнталь, найнижчі гори острова.
Південніше Центральної Кордильєри із заходу на схід простягається низка гірських хребтів: гори Сьєрра-де-Неїба у Домініканській Республіці та гори Монтань-Нуар, Шен-де-Матьо і Тру-д'О в Гаїті. Між горами Північного масиву та горами Монтань-Нуар лежить Центральне плато, а між горами Монтань-Нуар та Шен-де-Матьо — Артібонська рівнина, яка простягається на захід до затоки Гонав.
На півдні острова Гаїті, зокрема на південно-західному півострові Тібурон, простягаються гори Південної Кордильєри, що включають гірські масиви Сель та Масив-де-ла-Отт в Гаїті та гори Сьєрра-де-Баоруко на південному заході Домініканської Республіки. Тут розташована гора Пік-ла-Сель заввишки 2680 м, третя за висотою вершина Антильських островів та найвища вершина Республіки Гаїті. Між горами Південної Кордильєри та горами Шен-де-Матьо і Сьєрра-де-Неїба лежить западина Кюль-де-Сак, на дні якої розташована низка солоних озер.
Вологі тропічні ліси поширені на більшій частині Домініканської Республіки, особливо на східному узбережжі, простягаючись від узбережжя до гірських вершин Північної та Східної Кордильєр. У Республіці Гаїті вологі ліси зустрічаються на півострові Тібурон у південно-західній частині країни, а також в горах Північного масиву. Крім того, вологі ліси зустрічаються у внутрішніх районах острова Гонав, розташованого в однойменній затоці, а також на деяких інших сусідніх островах, таких як Каємітські острови, Іль-а-Ваш та Саона.
Рельєф екорегіону доволі різноманітний: він включає рівнини, долини, плато, передгір'я та гірські схили на висоті до 2100 м над рівнем моря. Тут зустрічаються два типи ґрунтів: вапнякові (нейтральні або дещо лужні) та кислі. В межах екорегіону розташовані басейни найважливіших річок Гаїті, зокрема річок Яке-дель-Норте, Яке-дель-Сур, Юна та Артибоніт.

## Клімат
В межах екорегіону переважає екваторіальний клімат (Af за класифікацією кліматів Кеппена), мусонний клімат (Am за класифікацією кліматів Кеппена) або саванний клімат (Aw за класифікацією Кеппена). На складний розподіл типів клімату впливають субтропічні антициклони, північно-східні пасати, що дмуть на Гаїті протягом більшої частини року, а також гірський рельєф. У відкритих прибережних районах середньорічна температура становить 23-24 °C, а в горах — близько 20 °C. У високогір'ях острова взимку трапляються заморозки. Середньорічна кількість опадів в регіоні коливається від 1000-2000 мм до понад 4000 мм у найбільш вологих районах. Більшість опадів випадає у період з квітня по жовтень.

## Флора
В межах екорегіону зустрічаються різні лісові угруповання, зокрема рівнинні та гірські мезофільні ліси та рівнинні і гірські вологі тропічні ліси. Їх розподіл залежить від висоти над рівнем моря, кількості опадів та ґрунтів.
У лісах, поширених у низовинах Гаїті, переважають гаїтянські катальпи (Catalpa longissima), які особливо часто зустрічаються у добре дренованих районах, та вест-індійські червоні дерева (Swietenia mahagoni). У місцевостях, де переважають вапнякові ґрунти, поширені пуерто-риканські королівські пальми (Roystonea borinquena), а у місцевостях з латеритними ґрунтами — гаїтянські сосни (Pinus occidentalis).
Серед дерев, що переважають у мезофільних лісах Гаїті, слід відзначити голівчасту бухенавію (Buchenavia capitata), дерево моротото (Didymopanax morototoni), колюче марікао (Byrsonima spicata), широколисте агуакатільйо (Alchornea latifolia), вест-індійську лавровишню (Prunus myrtifolia), бразильське гуананді (Calophyllum brasiliense), тритичинкову хіртеллу (Hirtella triandra), американське мускусне дерево (Guarea guidonia), деревоподібну казеарію (Casearia arborea), дерево ятоба (Hymenaea courbaril), двозубу манілкару (Manilkara bidentata) та гірську пальму (Prestoea acuminata var. montana). Звичайні кеш'ю (Anacardium occidentale) характерні для лісів, поширених на малородючих ґрунтах у найбільш посушливих зонах екорегіону, у перехідній зоні до сухих тропічних лісів.
У районах, де випадає велика кількість опадів, поширені вологі тропічні ліси. У гірських дощових лісах Гаїті переважають тремтячі фродінії (Frodinia tremula), західні лавровишні (Prunus occidentalis), гаррії Фадьєна (Garrya fadyenii), пірчасті вейнманнії (Weinmannia pinnata), голівчасті ореопанакси (Oreopanax capitatus), вест-індійські сумахи (Brunellia comocladifolia) та чорна хурма (Diospyros revoluta), а також гаїтянські сосни (Pinus occidentalis). Дерева у вологих тропічних лісах вкриті різноманітними паразитичними рослинами та епіфітами, В їх підліску поширені сніговці (Chionanthus spp.) та деревоподібні папороті ціатеї (Cyathea spp.). 
У саванах, що утворилися внаслідок деградації тропічних лісів, переважають дикі кеш'ю (Curatella americana), пухнасті кокколоби (Coccoloba pubescens), ямайські треми (Trema micranthum) та різні види табебуй (Tabebuia spp.). У вторинних лісах переважають райські дерева (Simarouba glauca), широколисті довгоплідники (Lonchocarpus heptaphyllus), американські геніпи (Genipa americana), антигуанські терміналії (Terminalia buceras), ланцетолисті оксандри (Oxandra lanceolata) та бальзамисті протіуми (Protium balsamiferum). Серед інших рослин, поширених в екорегіоні, слід відзначити фарбувальну маклюру (Maclura tinctoria), кампеєве дерево (Haematoxylum campechianum), барбадоську лілію (Hippeastrum puniceum), сизу абарему (Abarema glauca), псевдоальбіцію Бертеро (Pseudalbizzia berteroana), вест-індійський в'яз (Guazuma ulmifolia), блискучу раувольфію (Rauvolfia nitida) та флоридський цитроксилум (Citharexylum spinosum).
Незважаючи на те, що значна частина вологих тропічних лісів Гаїті деградувала, екорегіон все ще підтримує багату й різноманітну острівну флору, що характеризується високим рівнем ендемізму. Завдяки ізоляції Гаїті від сусідніх континентів, у лісах острова збереглося багато реліктових таксонів. Лише в горах Сьєрра-де-Баоруко зустрічається п'ять ендемічних родів рослин. Загалом в межах екорегіону розташовано п'ять важливих центрів флористичного різноманіття. У Домініканській Республіці розташовані два центри різноманіття — карстове плато Лос-Гаїтіс, де зустрічається близько 500 видів рослин, з яких 30 % є ендеміками острова, та гори Центральної Кордильєри, де зростає приблизно 1500 видів рослин, з яких чверть є ендеміками. В низькогірських лісах Сьєрра-де-Неїби зустрічається 350 видів рослин, з яких 25 % видів є ендеміками. На Гаїті центри рослинного різноманіття розташовані у низькогірських лісах хребта Ла-Сель, зокрема у Національному парку Ла-Візіт, де зростає 335 видів рослин, з яких 30 % видів є ендеміками Гаїті, та у низькогірських лісах Масиву-де-ла-Отт, у яких зростає 665 видів, третина з яких є ендеміками. Лише у Національному парку Сьєрра-де-Баоруко зустрічається 166 видів орхідей, або 52 % від усіх видів країни, 32 види або 10 % з яких є ендеміками цих гір.

## Фауна
Фауна екорегіону характеризується високим різноманіттям та рівнем ендемізму, особливо серед птахів. Серед птахів, поширених у вологих лісах Гаїті, слід відзначити пурпуровошийого голуба (Patagioenas squamosa), бурого голубка (Geotrygon montana), неоарктичного яструба (Accipiter striatus), американського боривітра (Falco sparverius), білогорлого колібрі-бджолу (Mellisuga minima), темноголового тирана (Tyrannus caudifasciatus), антильську еленію (Elaenia fallax), острівного копетона (Myiarchus stolidus), чорновусого віреона (Vireo altiloquus), антильського щурика (Progne dominicensis), карибського дрозда (Turdus plumbeus), рудогорлого солітаріо (Myadestes genibarbis), антильського гракла (Quiscalus niger), чорноволого потроста (Melanospiza bicolor), велику вівсянку-снігурця (Melopyrrha violacea) та церебу (Coereba flaveola).
Гаїтянські тако (Coccyzus longirostris), гаїтянські сипухи (Tyto glaucops), антильські колібрі-манго (Anthracothorax dominicus), гаїтянські колібрі-смарагди (Riccordia swainsonii), гаїтійські трогони (Priotelus roseigaster), антильські добаші (Nesoctites micromegas), гаїтійські гіли (Melanerpes striatus), домініканські амазони (Amazona ventralis), гаїтянські аратинги (Psittacara chloropterus), гаїтянські піві (Contopus hispaniolensis), пальмові ворони (Corvus palmarum), антильські ворони (Corvus leucognaphalus), гаїтянські дрозди (Turdus swalesi), синьоголові гутурами (Chlorophonia musica), чорноголові пальмагри (Phaenicophilus palmarum), сіроголові пальмагри (Phaenicophilus poliocephalus), зеленохвості пісняри (Microligea palustris), домініканські танагри (Spindalis dominicensis) та антильські трупіали (Icterus dominicensis) є майже ендемічними представниками регіону, які також зустрічаються в інших частинах Еспаньйоли. У високогір'ях екорегіону гніздяться майже ендемічні кубинські тайфунники (Pterodroma hasitata).
Гаїтійські голубки (Geotrygon leucometopia), гаїтянські дрімлюги (Antrostomus ekmani), вузькодзьобі тоді (Todus angustirostris), західні корніхони (Calyptophilus tertius), східні корніхони (Calyptophilus frugivorus) та білокрилі пісняри (Xenoligea montana) зустрічаються майже виключно у вологих тропічних лісах екорегіону. Гаїтійські канюки (Buteo ridgwayi) раніше зустрічалися по всьому острову, однак наразі збереглися лише у залишках вологих лісів в заповідниках.
Більшість ссавців, поширених на острові Гаїті, — це рукокрилі, зокрема кубинські квіткові листоноси (Phyllonycteris poeyi), великі гаїтянські лійковухи (Natalus major), листоноси Ліча (Monophyllus redmani) та ендемічні малі волохатохвости (Lasiurus minor). Раніше на острові зустрічалося багато ендемічних гризунів та дрібних комахоїдних ссавців, зокрема гірські хутії (Isolobodon montanus), широкозубі хутії (Hyperplagiodontia araeum) та гаїтянські незофонти (Nesophontes zamicrus), однак майже всі вони вимерли після прибуття на Кариби європейських колоністів та появи на Гаїті численних інвазивних ссавців, зокрема свійських котів (Felis catus), чорних пацюків (Rattus rattus) та сірих пацюків (Rattus norvegicus). Єдиними місцевими наземними ссавцями, які збереглися на Гаїті, є гаїтянські хутії (Plagiodontia aedium) та гаїтянські щілинозуби (Solenodon paradoxus). Перші зустрічаються як у вологих, так і в сухих лісах острова, а другі зустрічаються лише в залишках вологих лісів в заповідниках.

## Збереження
Понад 90 % вологих тропічних лісів Гаїті були знищені та перетворені на сільськогосподарські угіддя або значно деградували, особливо у гаїтянській частині екорегіону, де залишилося лише близько 200 км² незайманих тропічних лісів. У Домініканській Республіці вологі тропічні ліси займають близько 13 % території країни.
Оцінка 2017 року показала, що 3244 км², або 7 % екорегіону, є заповідними територіями. Природоохоронні території включають: Національний парк Хосе Армандо Бермудеса, Національний парк Хосе дель Кармен Раміреса, Національний парк Валле-Нуево, Національний парк Сьєрра-де-Неїба, Національний парк Сьєрра-де-Баоруко, Національний парк Лос-Гаїтіс, Східний національний парк та Науковий заповідник Ебано-Верде в Домініканській Республіці, а також Національний парк Пік-Макая, Національний парк Ла-Візіт та Національний парк Гранд-Буа в Гаїті.